# Alfred Cheney Johnston
Alfred Cheney Johnston, né le 8 avril 1885 et mort le 17 avril 1971 , est un photographe new-yorkais connu pour ses portraits des showgirls des Ziegfeld Follies et ses photographies d'actrices et d'acteurs des années 1920 et 1930.

## Biographie

### Formation
Quelque temps après la naissance d'Alfred Cheney, le 8 avril 1885, à New York, la famille Johnston emménage à Mount Vernon, dont il se souviendra comme du lieu « où j'ai reçu toute ma formation pré-artistique ». Son père, banquier, a des relations dans la bonne société new-yorkaise. L'un des amis de la famille, l'illustrateur Charles Dana Gibson, encourage la vocation artistique du jeune Alfred.
Après une année à l'Art Students League of New York, le jeune homme s'inscrit en 1904 à la National Academy of Design, pour se former au métier d'illustrateur. Dessin et peinture de nu, éléments obligés de l'enseignement qu'il y reçoit, auront une influence notable sur son œuvre ultérieure. Il noue avec Norman Rockwell, autre étudiant de l'établissement, une amitié durable. Gibson, qui continue de l'entourer de ses conseils (« j'étais son protégé », dira plus tard Johnston), l'incite à étudier la photographie, pour son potentiel dans le domaine de l'illustration. C'est probablement de la même source qu'il tient un certain sens des affaires, qui le conduit par exemple à utiliser son second prénom in extenso, comme moyen de promotion personnelle, comme Gibson lui-même l'avait fait.

### Carrière
« Cheney », comme l'appelle ses amis et camarades d'études, commence à pratiquer la photographie en tirant leurs portraits. À cette époque, les artistes capables de peindre des portraits à l'huile en vivent bien : se spécialiser dans le portrait photographique paraît un choix censé. Alfred y applique les connaissances et les principes acquis dans ses études de peinture. Ses photos en portent naturellement la marque et, sa vie durant, ses techniques photographiques seront comparées à celles de la peinture. Il sort diplômé de la National Academy en 1908 et épouse sa camarade d'études Doris Gernon l'année suivante. Pendant les sept ans qui suivent, il approfondit sa pratique de la photographie, tandis qu'elle se charge des retouches en chambre noire sur les plaques de verre ou les tirages.
Vers 1916, ses portraits retiennent l'attention de Florenz Ziegfeld, le créateur des Ziegfeld Follies, qui lui propose bientôt d'en devenir le photographe officiel. Cheney accepte, à la condition que son nom soit mentionné au bas de chacune de ses photos. Ce choix s'avère bientôt excellent, car le procédé lui apporte en sus les propositions des producteurs de cinéma et des agences de publicité. Ziegfeld veut que son spectacle soit un hymne à la gloire de l'American Girl et le travail de Johnston est de transposer cette vision sur pellicule. Ses portraits des danseuses de la revue deviennent mondialement célèbres. Comme avant lui son mentor avec la Gibson Girl, Johnston parvient à faire de la Ziegfeld Girl l'idéal féminin d'une nouvelle génération d'Américains.
Cheney Johnston tire des Follies des revenus très confortables, jusqu'au krach de 1929, qui atteint l'entreprise de plein fouet. Florenz Ziegfeld, ruiné, meurt en 1932. L'artiste poursuit son activité à New York, mais la perte de la clientèle des Follies semble lui avoir fait perdre son identité. Son style photographique est passé de mode. En 1937, il publie un livre d'art, Enchanting Beauty : bien qu'apprécié de la critique, de ses collègues et de ses amis, l'ouvrage connaît un succès commercial limité. En 1939, le couple Johnston quitte New York pour Oxford, dans le Connecticut, où ils ont acquis une propriété rurale de 5 à 6 hectares. Ils y transforment la grange en atelier d'artiste pour y poursuivre leurs activités respectives.
Après la Seconde Guerre mondiale, Cheney ouvre un studio photographique à New Haven, puis un autre à Seymour, non loin d'Oxford, mais les deux tentatives tournent court. Il adhère au club photographique du comté de Hartford, ainsi qu'à la branche du Connecticut des PPANE, une association de Nouvelle-Angleterre rattachée aux Professional Photographers of America (PPA). Il dispense quelques conférences et démonstrations lors des conventions annuelles de ces organisations, ainsi que des cours de photographie à de petits groupes, dans son studio du Connecticut. Dans les années 1960, il cherche à faire don de son studio et de toutes ses photographies à diverses institutions de New York et de Washington, mais ne trouve aucun preneur intéressé et capable de les accueillir. Il meurt en 1971, trois ans après son épouse.

## Photos

### Ouvrage
- Enchanting Beauty, New York, Swann Publications, 1937

### Galerie

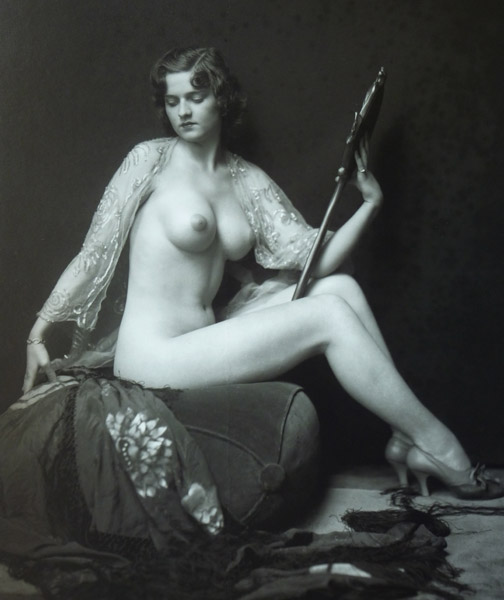
Dorothy Flood
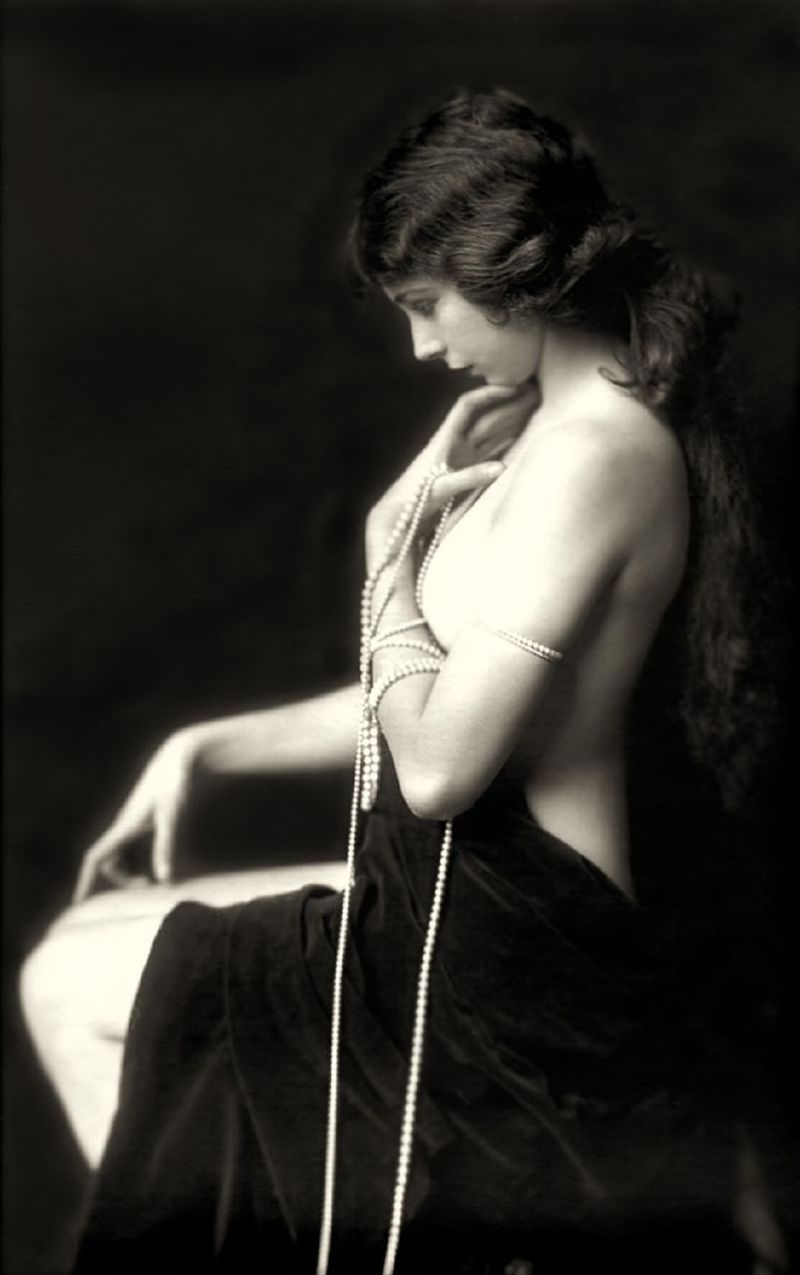
Ava Land
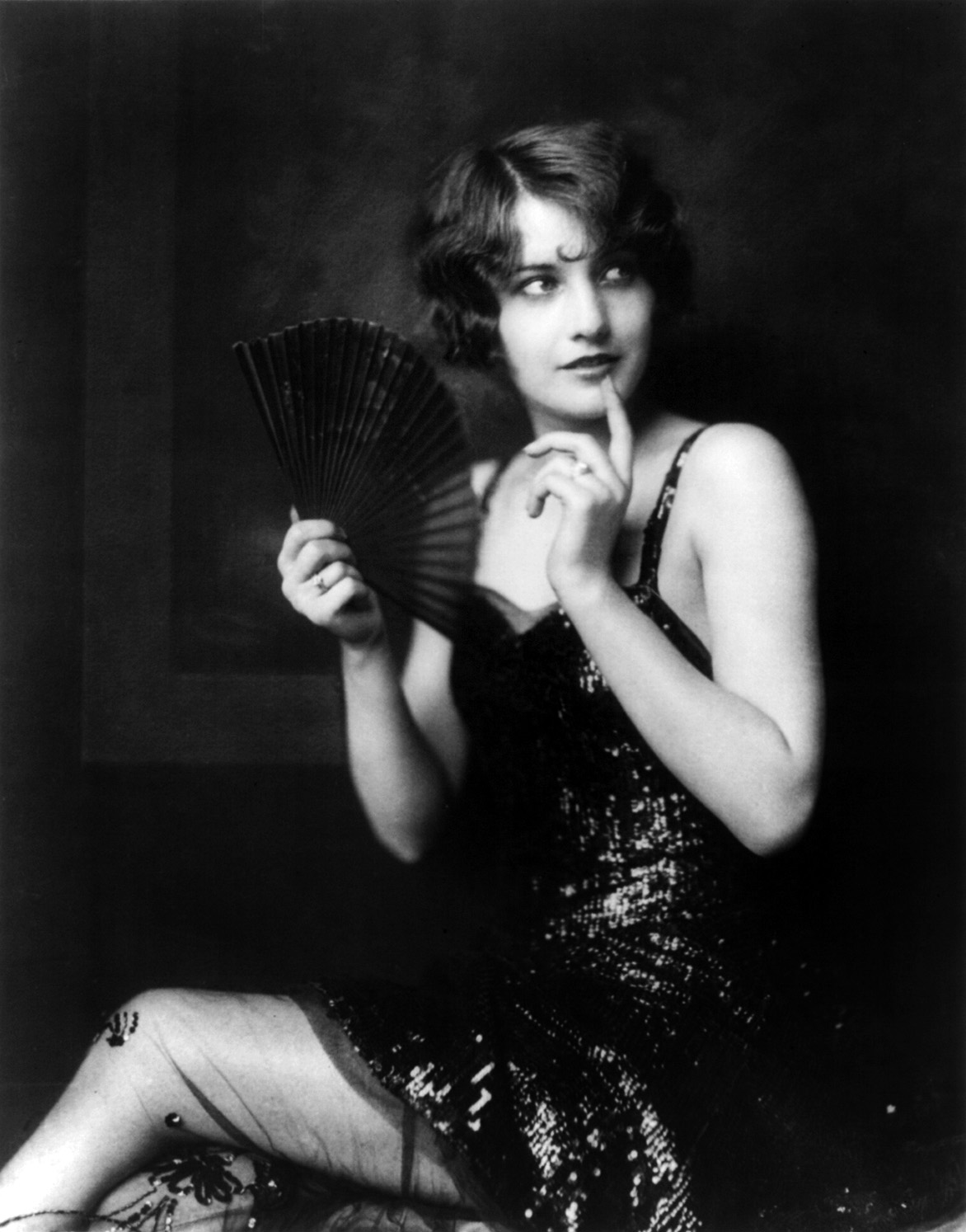
Barbara Stanwyck, des Ziegfeld Follies
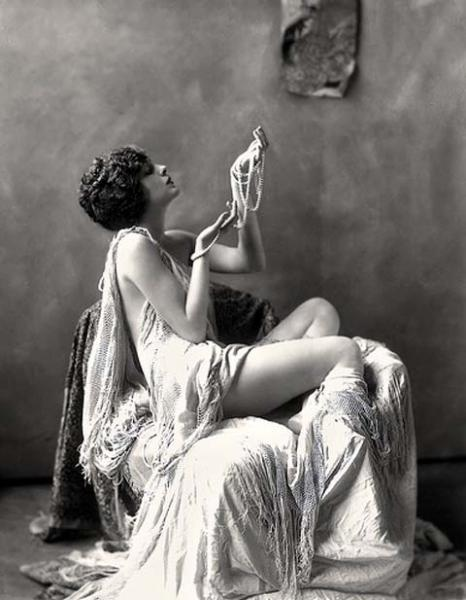
Billie Dove
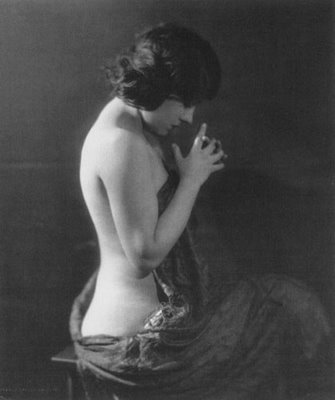
Gloria Swanson
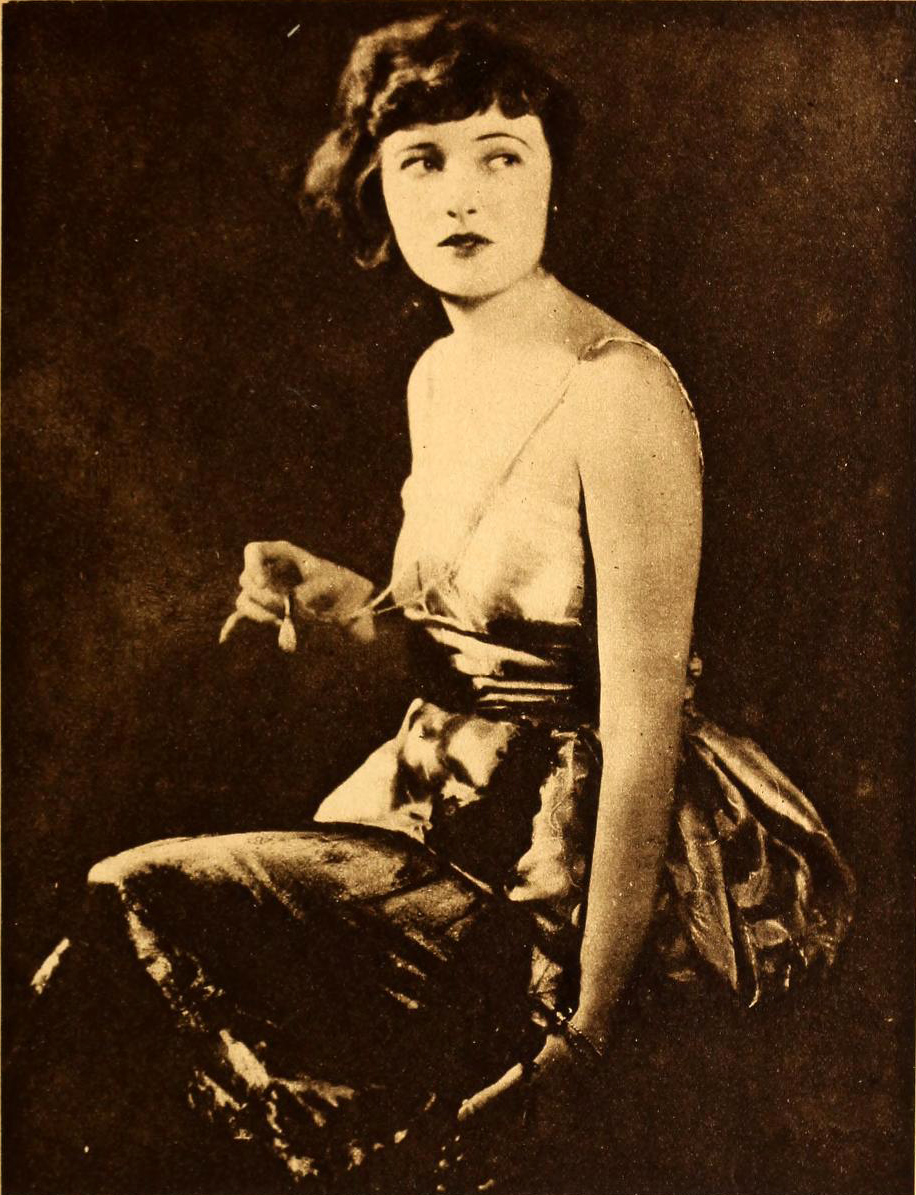
Corinne Griffith
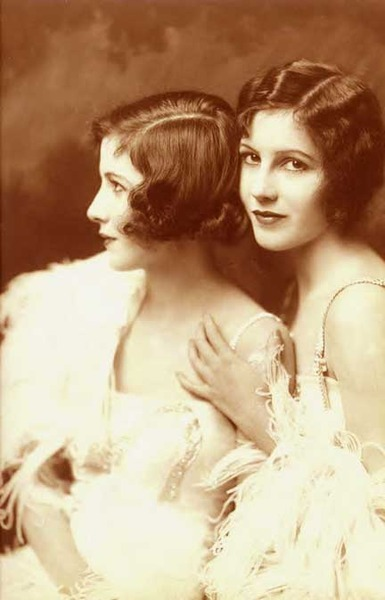
Madeline et Marion Fairbanks
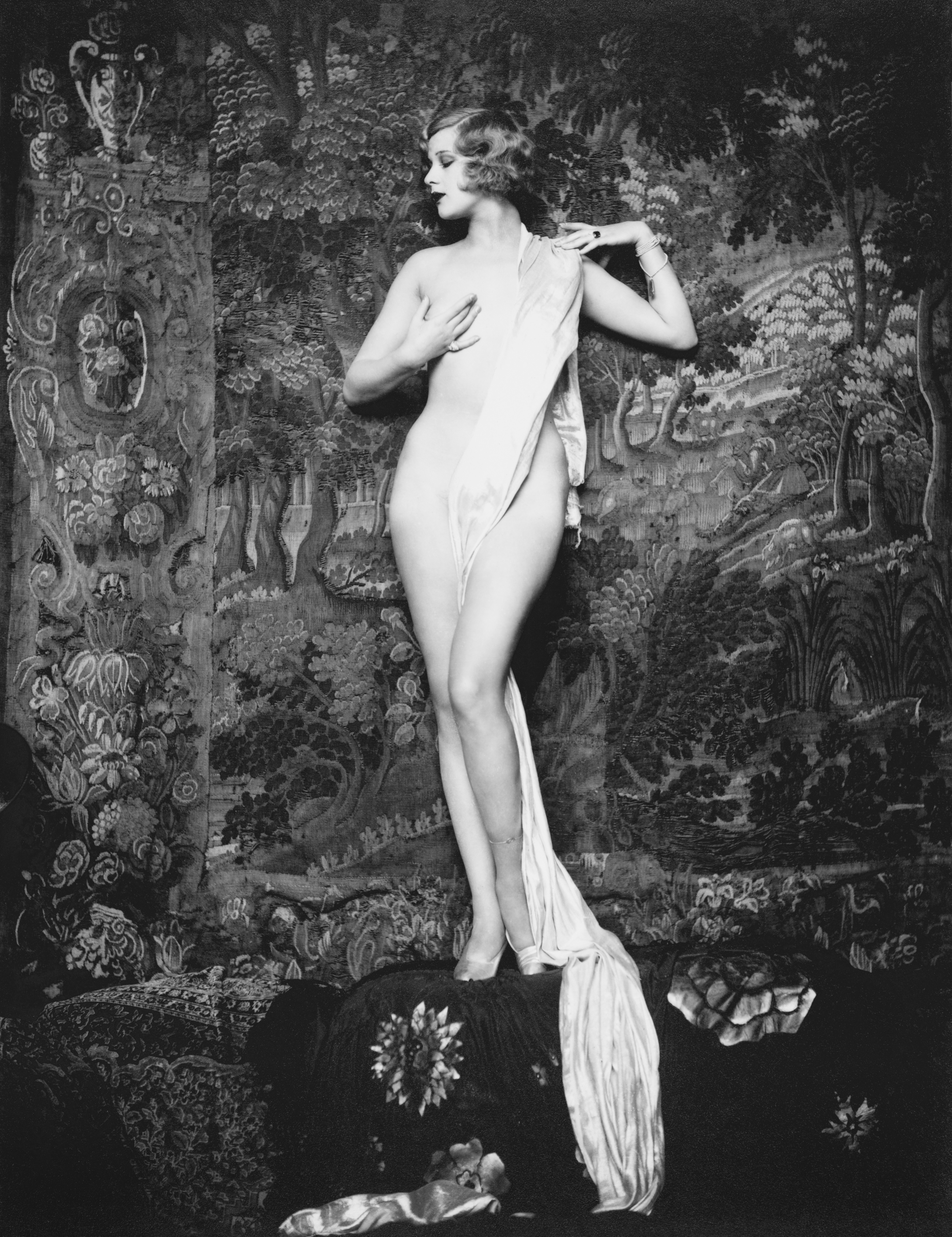
Hazel Forbes
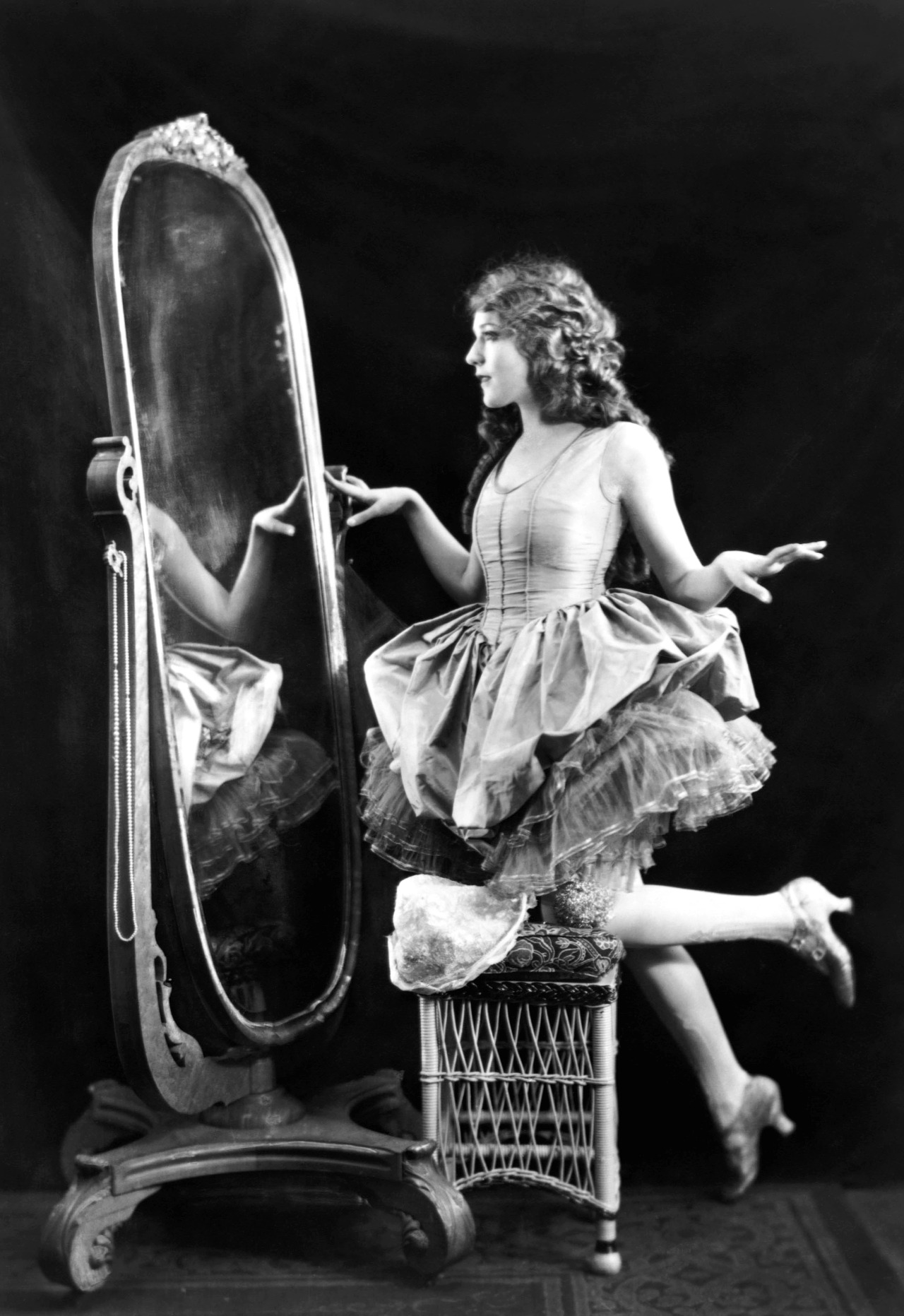
Mary Pickford
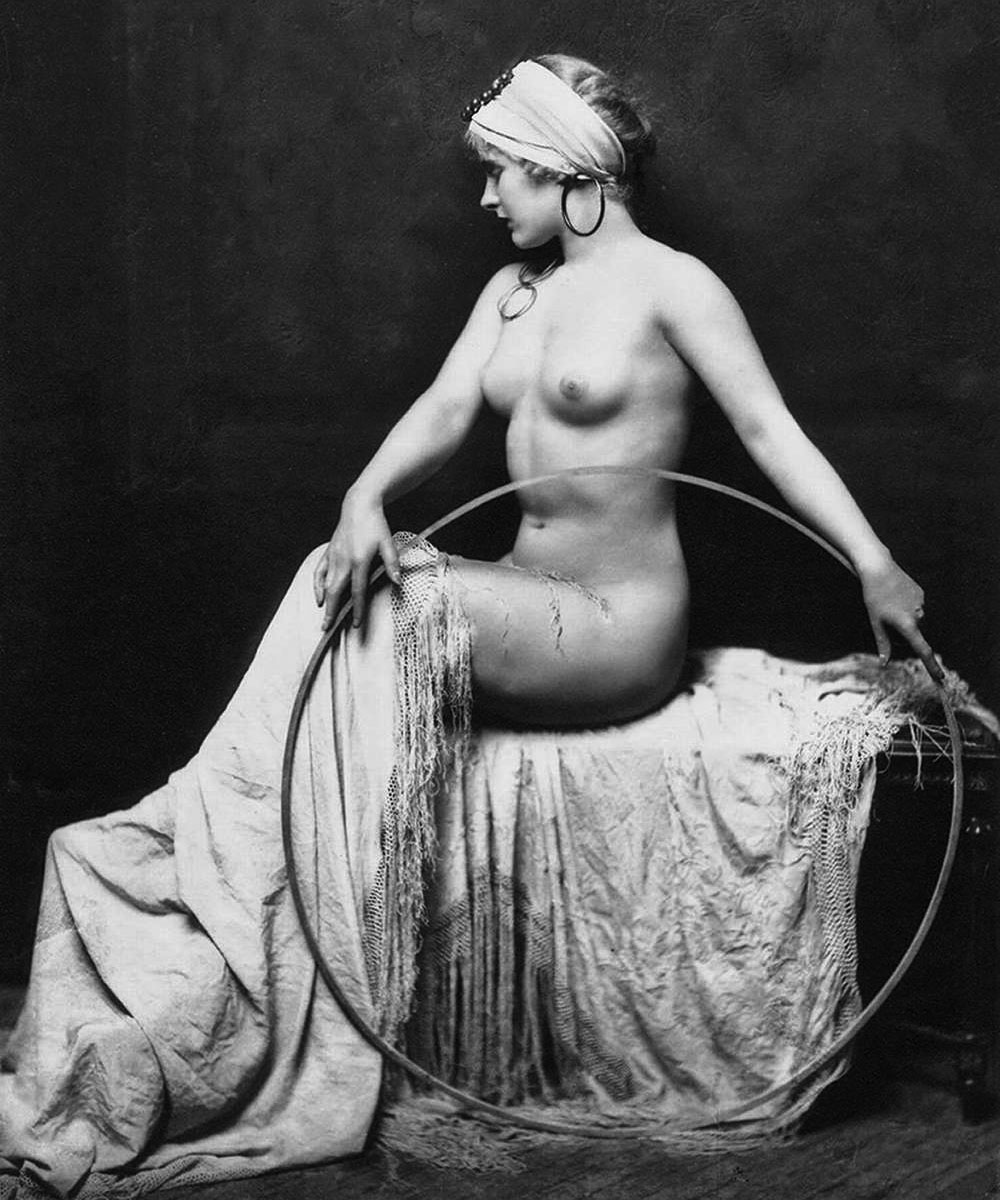
Femme avec un cerceau
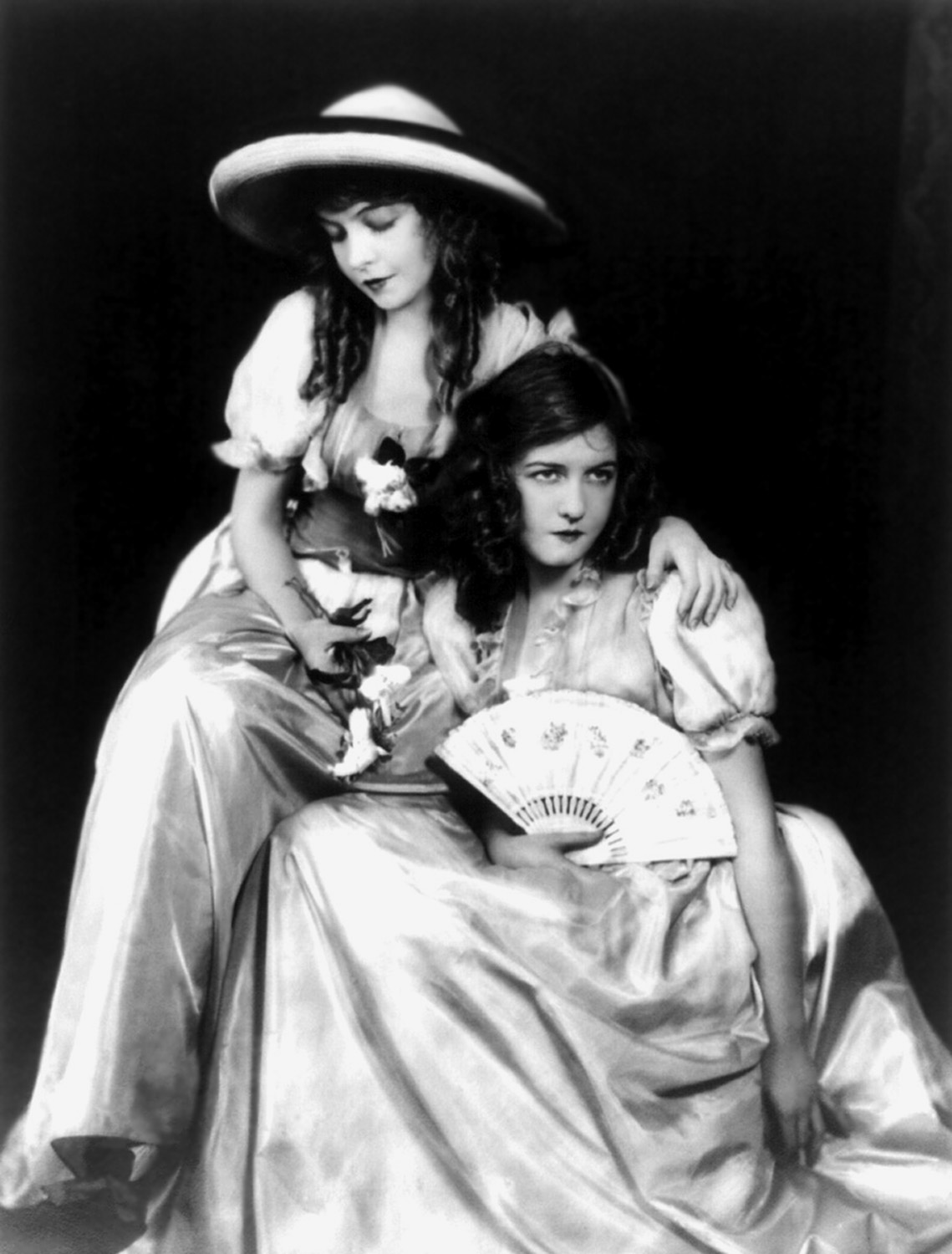
Dorothy et Lillian Gish
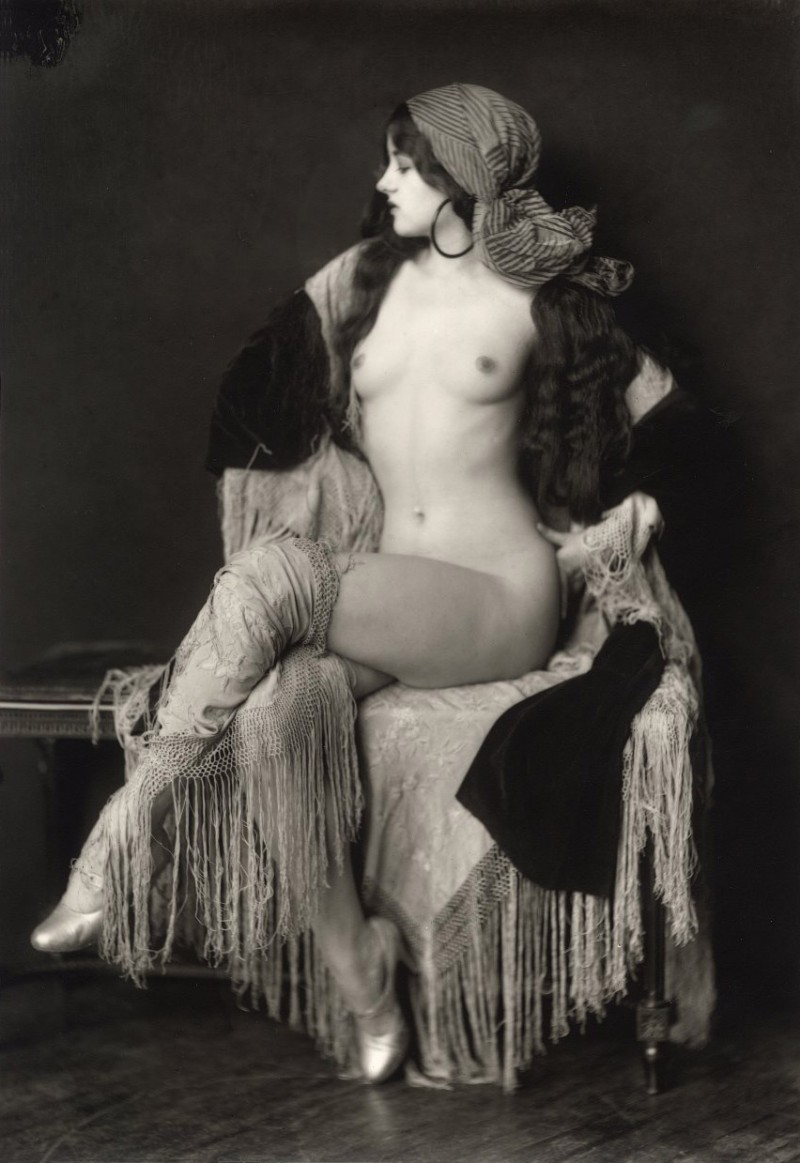
Virginia Biddle